# کاخ ج
کاخ ج یا کاخ G در جنوب کاخ آپادانای تخت‌جمشید، شرق کاخ تچر، حیاط شمالی کاخ هدیش و غرب کاخ سه‌در جای گرفته که امروزه نشانه‌های کمتری از آن به جای مانده‌است. برخی باستان‌شناسان بر این باورند که این کاخ نیایشگاه و پرستش‌گاه بوده‌است. برخی این کاخ را به اردشیر سوم هخامنشی وابسته می‌دانند. این کاخ بر روی سنگ خارای کوه بنا شده و پیرامون آن دیوار استواری از خشت خام بوده‌است. گمانه زنی‌هایی برای این کاخ انجام شده‌است یکی از آن‌ها این سازه را به دلیل بلند بودن در برابر دیگر سازه‌های تخت جمشید، نیایشگاه گمان کرده‌است و دیگری آن را کوشکی ویژه شناسایی می‌کند.

## پیوند یه بیرون
- نقشه کاخ ج در ویکی‌مپیا